# Sengenthal am Anger
Sengenthal am Anger ist ein Gemeindeteil der Gemeinde Sengenthal im Landkreis Neumarkt in der Oberpfalz.

## Lage
Die Siedlung, die aus etwa 75 Häusern besteht, liegt am Fuß des Oberpfälzer Jura, an der Bundesstraße 299 und in der Nähe des historischen Ludwigskanals. Direkt an dem Ort vorbei verläuft die Bahnstrecke Nürnberg–Regensburg.

## Geschichte
Bis zum Zweiten Weltkrieg gab es Sengenthal am Anger in seiner heutigen Form noch nicht. Erst durch die Heimatvertriebenen und den Bau der Siedlerhäuser in den 1960er Jahren, hauptsächlich für Arbeiter des Zementwerks, wurde dieser Gemeindeteil besiedelt. Anreize dafür lieferte der Betreiber des Zementwerkes durch günstige Grundstücke und kostenlosen Beton.
Der Namenszusatz am Anger wurde der neugegründeten Siedlung deswegen gegeben, weil sich dort vorher Grasland, das als Weide benutzt wurde, befand.

## Wirtschaft

Zementwerk mit dem Buchberg im Hintergrund

Bekannt wurde dieser Gemeindeteil vor allem durch die großen Industrieanlagen der Georg Behringer KG und den dazugehörenden Steinbruch Winnberg. Zwar wurde das Betonwerk 1986 geschlossen, aber dennoch wird das Ortsbild von den beiden riesigen verbliebenen Betonsilos beherrscht.
Ein weiterer Betrieb ist die Holzammer Kunststofftechnik GmbH, ein Unternehmen, das Spritzgussformen unter anderem für medizinische Geräte produziert. Angefangen hatte der Betrieb 1948 mit einer Schreinerei, die sich schrittweise vom Formenbau zu modernsten Verarbeitungsmethoden für medizinische Geräte entwickelt hat. Mittlerweile hat das Unternehmen etwa 160 Mitarbeiter.